# Школа Саммергілл

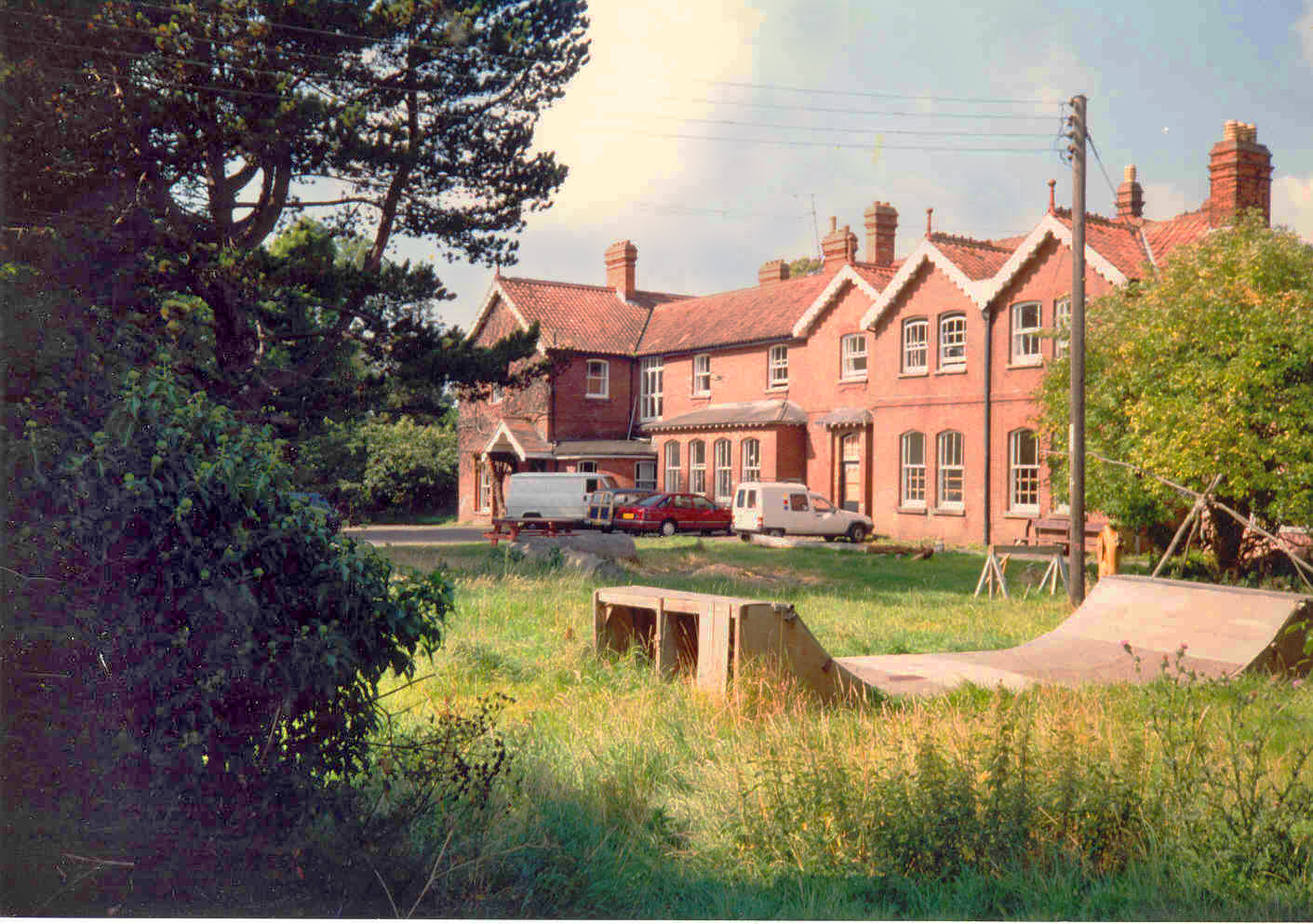
Summerhill, 1993

Школа Саммергілл — це незалежна (приватна) школа у Великій Британії, заснована у 1921 році Олександром Сазерлендом Ніллом. Головна її ідея полягає у тому, що «школа має підлаштовуватися під дитину», а не навпаки.

## Історія
Розчарувавшись у традиційних методах навчання, пропрацювавши кілька років шкільним учителем, у 1921 році Олександр Нілл засновує свою школу, яка спочатку розташовувалася в Німеччині (поблизу Дрездена) і пізніше переїхала до Австрії (1921-1923 рр.). Нетрадиційні методи навчання викликали невдоволення місцевої католицької громади і влади, внаслідок чого школу було закрито.
Разом зі своєю першою дружиною Ліліан Нойстаттер (нім. Neustatter) у 1924 році Нілл переїжджає до Англії, де засновує на березі Ла-Маншу Саммергілл і починає навчання з 5 учнями. У 1927 році школа залишає обжите місце, але, зберігши свою колишню назву, остаточно залишається в Лейстоні (графство Саффолк), де існує й досі.
Під час Другої світової війни школу було евакуйовано, будівлю Саммергіллу передано під потреби армії. У квітні 1944 року захворіла і померла міс Лінс (прізвисько першої дружини Нілла в Саммергіллі). Після війни колектив повертається в напівзруйновану будівлю Саммергіллу, для відновлення якої знадобилося кілька років.
В кінці 50-х рр книги Нілла стають хітом в США і починають видаватися в інших країнах, школа стала набувати популярності, і кількість учнів помітно зросла (у 1968 році навчалося 2 скандинавів і 44 американці). У школи з'явилися прихильники і противники, які часто навідувалися на екскурсії і перевірки.
Олександр Нілл беззмінно керував школою до своєї смерті в 1973 році, також викладав уроки алгебри, геометрії та металообробки. З 1973 по 1985 роки керівництво прийняла на себе друга дружина Нілла Ене Вуд Нілл (працювала в Саммергіллі кухарем і домоуправителем з часів Другої світової війни), а з 1985 року по теперішній час[коли?] директором школи є їхня донька Зоя.

## Ідеологія
Школа Саммергілл являє собою демократичну спільноту: всі питання, що стосуються керування школою, вирішуються на шкільних зборах, на яких присутні всі учні і працівники школи, при цьому кожен має рівний голос. Ці збори, фактично, є законодавчим і судовим органом школи. Всі члени спільноти — школи Саммергілл — можуть чинити, як їм завгодно, доки їх дії не спричиняють шкоди іншим людям, відповідно до принципу Нілла «Свобода, а не дозвіл». У школі Саммергілл учні самі вибирають, які уроки відвідувати. Крім того, тут відсутня будь-яка система оцінювання. Покарання за прогулювання уроків відсутні.